# Potok Fosa
Potok Fosa (ang. Fosa Creek) - potok na Wyspie Króla Jerzego, na zachód od Zatoki Admiralicji. Rozpoczyna bieg u podnóża góry Brama, zbierając topniejące wody z Lodowca Baranowskiego. Płynie następnie przez Jeziorko Imbirowe i dalej u nasady Demay Peninsula, po czym uchodzi do Zatoki Staszka na południe od Przylądka Blok. Potok znajduje się na terenie Szczególnie Chronionego Obszaru Antarktyki "Zachodni brzeg Zatoki Admiralicji" (ASPA 128).